# Das Recht des Stärkeren
Das Recht des Stärkeren ist ein französisches Stummfilmmelodram aus dem Jahre 1929 von Léonce Perret mit der italienischen Leinwanddiva Francesca Bertini in der Hauptrolle. Der Geschichte liegt ein Bühnenstück (1921) von Henry Bataille, der auch das Drehbuch schrieb, zugrunde.

## Handlung
Der alte Herzog von Chavres hat ein Auge auf die junge, leidenschaftliche Jessie Cordier geworfen und würde diese gern zu seiner Geliebten machen. Die ist aber nicht willig, sondern vielmehr an dem Komponisten Max Brignon interessiert. Beide heiraten. Als eines Tages der Sohn des Herzogs, der elegante Marquis Serge de Chavres, auf der Bildfläche erscheint und um Jessie herumscharwenzelt, kommt die junge Ehefrau Max gegenüber in den Verdacht, ihm, ihrem Gatten, untreu gewesen zu sein. Jessie kann jedoch mit reinem Herzen versichern, dass sich diesbezüglich nichts ereignet hat. Als dann jedoch der alte Herzog erneut Jessie bedrängt, dreht Max sukzessive durch: Er beginnt zu trinken und begeht schließlich Suizid. Die schicksalsgebeutelte Witwe bleibt allein und mit gebrochenem Herzen zurück.

## Produktionsnotizen
Das Recht des Stärkeren entstand vermutlich 1928 und wurde am 24. Mai 1929 in Paris uraufgeführt. In Deutschland konnte man den Film im November 1929 erstmals sehen. Die österreichische Premiere fiel auf den 22. August 1930. Die deutsche Fassung (Zensur am 21. November 1929) besaß sieben Akte, verteilt auf 2171 Metern Länge. Ein Jugendverbot wurde erteilt.

## Kritik
Paimann’s Filmlisten resümierte: „Das Sujet, konventionell und etwas breit, ist nicht ohne Sorgfalt inszeniert. Die Darstellung hätte, besonders in den einleitenden Szenen, einer gewissen Dämpfung bedurft. Aufmachung und Photographie sind gut. — Gesamtqualifikation: Guter Mittelfilm.“